# Omonoia (organizzazione)
Omonoia (in greco Ομόνοια?) è un'organizzazione sociale, politica e culturale con sede in Albania che promuove la difesa dei diritti della minoranza Greca presente nel sud dell'Albania.